# Bremshey

Logo Bremshey & Co., 1908

Die Bremshey AG war bis 1982 ein deutscher Hersteller von Regenschirmen der Marke Knirps, Autozubehör, Sportgeräten und Stahlrohrmöbeln mit Sitz in Solingen. Zu den bekannten Produkten des Unternehmens gehörten zudem der Servierwagen Dinett und der Universaltisch Variett. Die Firma war zuletzt Teil des Mannesmann-Konzerns.

## Geschichte
1857 erwarb der 31-jährige Schlosser Caspar Wilhelm Bremshey einen Teil der Poschheider Mühle im südlichen Lochbachtal von Solingen-Ohligs. Hier richtete er eine mechanische Werkstatt mit Drehbank und Fräsmaschine ein und stellte zunächst Kassenschlösser her. 1862 gründete er die Firma Bremshey & Co. und erwarb ein neues Fabrikgelände auf dem Areal des heutigen Bremsheyplatzes. 1876 begann die Herstellung von Schirmfurnituren.

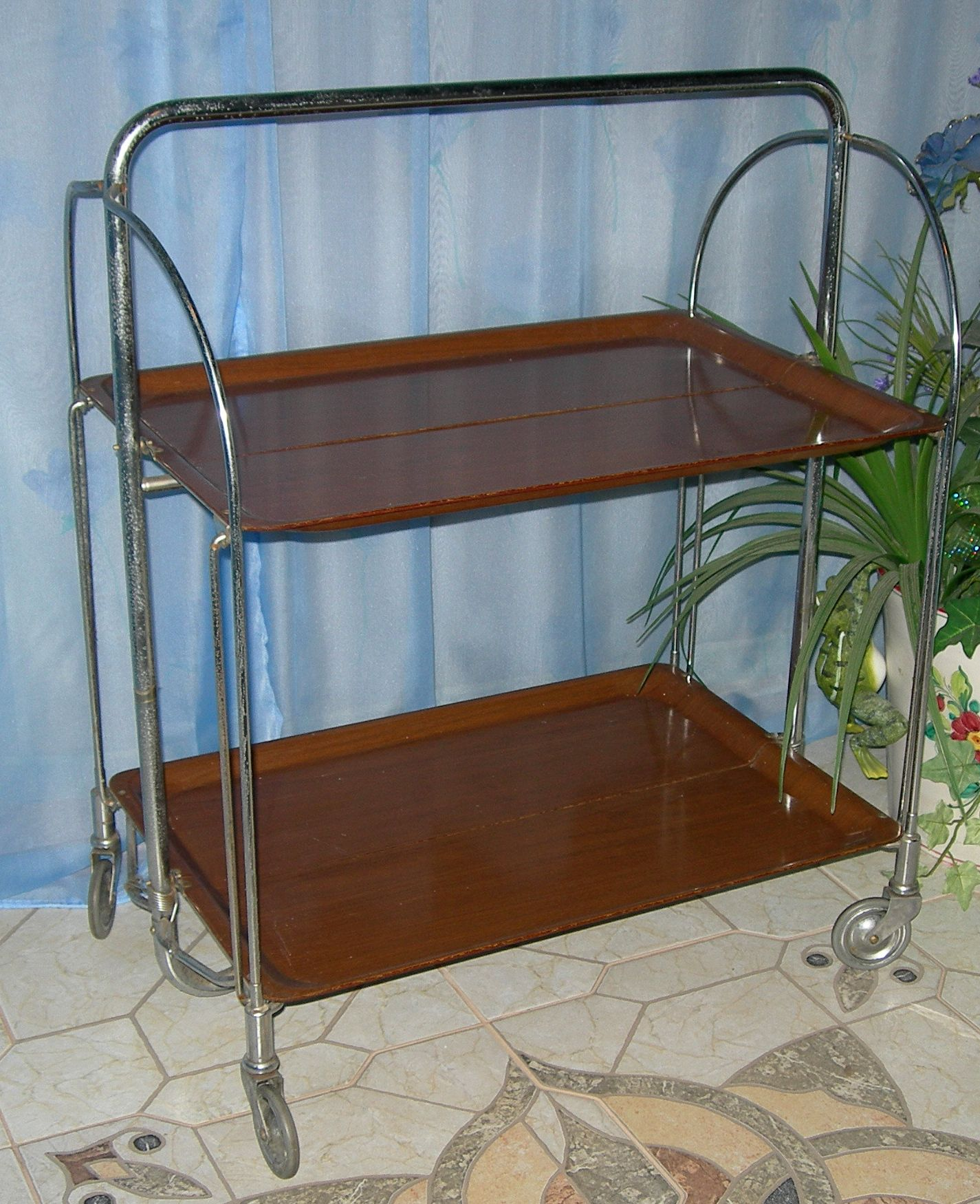
Servierwagen Dinett
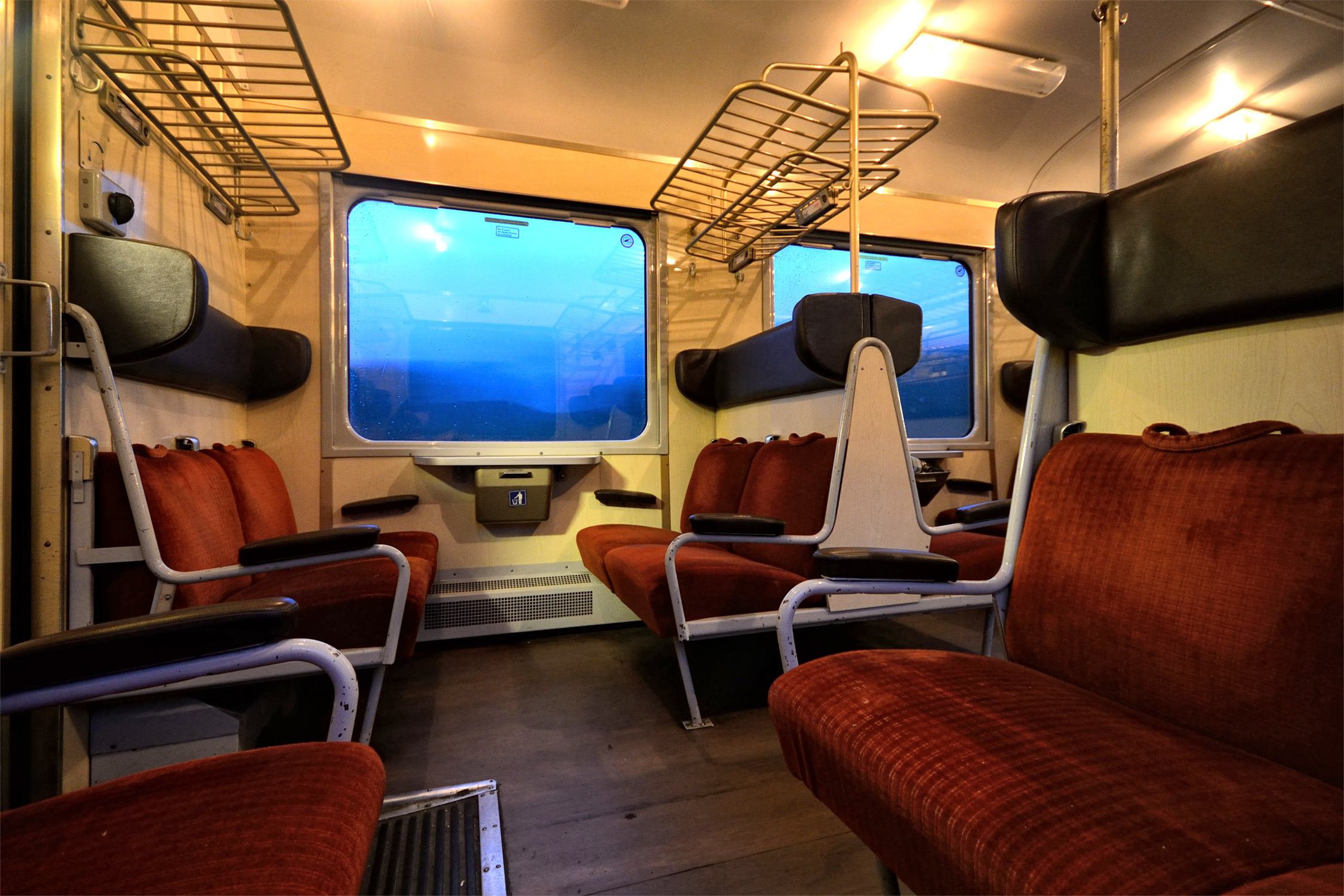
Bremshey-Sitze in einem Schlierenwagen der 2. Klasse

Zum Ende des 19. Jahrhunderts beschäftigte Bremshey etwa 600 Mitarbeiter. 1905 fand die Grundsteinlegung für ein Werk in Trotzhilden statt, das mit der Entwicklung neuer Produkte häufig erweitert wurde. Der 25-jährige Fritz Bremshey erwarb 1927 das Patent des Bergassessors Hans Haupt für den Regenschirm Knirps, der mit seinem zusammenklappbaren Schirmgestell zum Hauptprodukt der Firma wurde. Der Markenname entwickelte sich bald zu einem Gattungsbegriff.
Zudem stellte der Betrieb unter anderem Gartenschirmgestelle, Autositze und -zubehör, Sitze für Busse und Bahnen, den etwa 1955 entworfenen rollbaren Servierwagen Dinett und den in den 1960er Jahren vertriebenen Rollwagen Variett, Haushaltgeräte, Ladeneinrichtungen, Sportgeräte, Stahlrohrmöbel und Krankenhausbetten her. Die Firma Wohnungsbau Bremshey GmbH errichtete 150 Wohnungen für ihre Mitarbeiter. Zweigwerke eröffneten in Nördlingen, Gelbach, Gelsenkirchen und Westerholt. 1962 lag die Zahl der Mitarbeiter bei über 2000.
1969 wandelte sich die Firma zu einer Aktiengesellschaft. Die Mannesmann AG erwarb 1977 einen Aktienanteil von 25,01 Prozent, worauf 1981 das Nördlinger Zweigwerk stillgelegt und Geschäftsbereiche verlegt wurden. Geschäftsführer der Bremshey GmbH für Stahlrohrmöbel und Ladeneinrichtungen sowie der Komfort GmbH (beide in Solingen-Ohligs) war zu dieser Zeit Helmut Bremshey (* 7. Januar 1932). Verluste der Bremshey AG zehrten am Eigenkapital, sodass das Unternehmen mit 1800 Mitarbeitern am 23. Dezember 1982 geschlossen werden musste.